# Hillman 16 hp
La 16 hp è un'autovettura di fascia medio-alta prodotta dalla Hillman nel 1935.

## Caratteristiche
Aveva installato un motore a sei cilindri in linea da 2.576 cm³ di cilindrata. La trazione era posteriore. La 16 hp era disponibile con un solo tipo di carrozzeria, berlina quattro porte. Il modello raggiungeva una velocità massima di 119 km/h.